# Gergely Nagy
Gergely Nagy [ˈgɛrgɛj nɒɟ] (* 1969 in Budapest) ist ein ungarischer Schriftsteller.

## Leben
Nagy studierte Dramaturgie an der Schauspiel- und Filmakademie Budapest. Anschließend arbeitete er beim Fernsehen, im Theater und zuletzt als Journalist beim Online-Dienst der Wochenzeitung HVG und der Kunstzeitschrift Műértő. Als Autor veröffentlichte er bisher zwei Prosabände.
Seit seinem 14. Lebensjahr spielt Nagy Bassgitarre, heute spielt er auch in verschiedenen Bands.

## Werke
- Adjatok egy pontot (Gebt mir einen Punkt). Novellen, Palatinus 2001.
- Basszus! Roman, Palatinus 2003.
- Angst - A városi harcos kézikönyve (Angst - Das Handbuch für Stadtkämpfer). Roman, Ulpius 2007.